# 大阪工业大学短期大学部
大阪工业大学短期大学部（日语：／ Ōsaka Kōgyō Daigaku Tanki Daigakubu *）是过去一所位于日本大阪府大阪市旭区的私立短期大学。

## 概要

### 简介
- 学校最早可以追溯到1922年[1][2]。短期大学为于1950年开办[2]、由学校法人大阪工大摄南大学经营。招生到于2004年[3]、停办于2007年。为男女同校。

### 历史
- 1950年 大阪工业大学短期大学部成立并同时设置三个学科、以下列举。
  - 土木科
  - 建筑科
  - 电气科
- 1954年 机械科成立[3]。
- 1964年 四个学科各自改编为第二部[3]。
- 1965年 第一部停办[3]。
- 1970年 四个学科各自改名为、以下列举[3]。
  - 建筑科→建筑学科
  - 土木科→土木工学科
  - 电气科→电气工学科
  - 机械科→机械工学科第二部
- 2004年 最后一年招生、次年停止招生（正式停办于2007年1月11日[3]）。

## 学校环境
- 校区：在了大阪府大阪市旭区[注 1]

## 组织

### 学科
- 建筑学科
- 土木工学科
- 电气工学科
- 机械工学科第二部

### 专科
| - 没有 |

### 业余课程
| - 没有 |

## 相关链接
- 日本短期大学列表